# Pelecynthis
Pelecynthis là một chi thực vật có hoa trong họ Đậu.